# Roger François
Joseph Roger François (ur. 7 października 1900 w Romans-sur-Isère, zm. 15 lutego 1949 w Paryżu) – francuski sztangista, złoty medalista olimpijski i mistrz świata.

## Kariera
Startował w wadze półciężkiej (do 82,5 kg) oraz średniej (do 75 kg). Pierwszy sukces osiągnął w 1922 roku, kiedy zdobył złoty medal w wadze półciężkiej na mistrzostwach świata w Tallinnie. W zawodach tych wyprzedził dwóch reprezentantów Estonii: Johannesa Tooma i Rudolfa Tihane. W 1924 roku wystartował na igrzyskach olimpijskich w Paryżu, gdzie w wadze średniej zajął szóstą pozycję. Na rozgrywanych cztery lata później igrzyskach w Amsterdamie w tej samej kategorii zdobył złoty medal, ustanawiając nowy rekord olimpijski wynikiem 335 kg. Wyprzedził tam Włocha Carla Galimbertiego i Holendra Guusa Scheffera. Brał też udział w igrzyskach olimpijskich w Los Angeles w 1932 roku, gdzie był czwarty w wadze średniej. Walkę o podium przegrał tam z Austriakiem Karlem Hipfingerem o 2,5 kg.
Był mistrzem Francji w latach 1922, 1923, 1925, 1927, 1928 i 1929. Pobił trzy oficjalne rekordy globu.